# Material casant

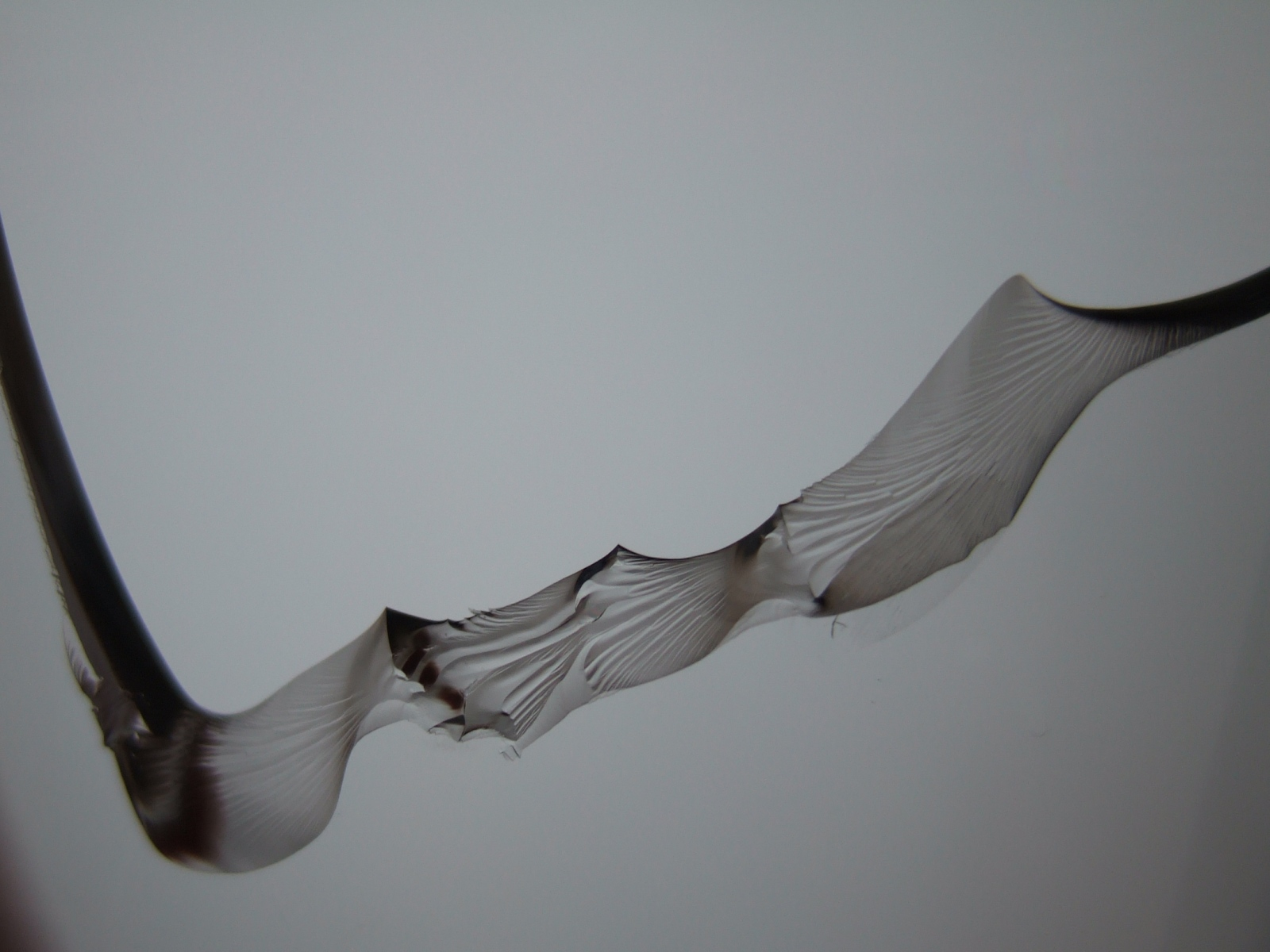
Spargere casantă în sticlă

În tehnică, în special în rezistența materialelor, un material este casant dacă atunci când este supus la tensiune se rupe⁠(d) cu deformație elastică mică și fără deformație plastică⁠(d) semnificativă. Materialele casante, chiar și cele rezistente, absorb relativ puțină energie înainte de rupere. Ruperea este adesea însoțită de un zgomot scurt și ascuțit.
Când expresia este utilizată în știința materialelor, se aplică în general materialelor care se rup atunci când există o deformare plastică mică sau deloc înainte de defectare. O dovadă este aceea că bucățile rupte ar trebui să se potrivească exact, deoarece nu a avut loc nicio deformare plastică prealabilă.

## Materiale casante

### Ceramică
Ceramica este în general casantă (și fragilă) din cauza dificultății de migrare a dislocațiilor sau alunecării⁠(d) de-a lungul planelor cristalografice. Există puține plane de alunecare în ceramica cristalină în care o dislocare ar fi capabilă să se deplaseze, ceea ce face dificilă deformarea și face ceramica fragilă.
Materialele ceramice au în general legături ionice. Din cauza încărcării electrice a ionilor și a respingerii ionilor încărcați similar, alunecarea este împiedicată.

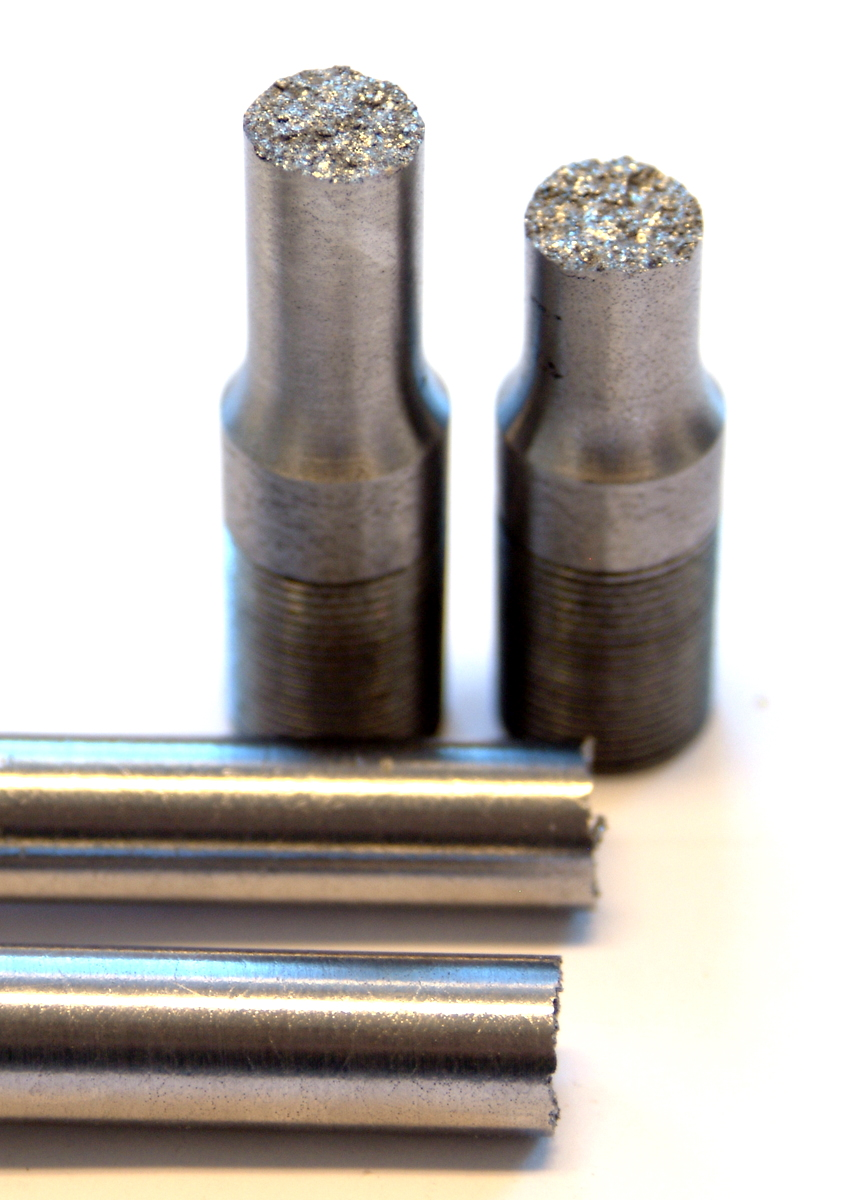
Rupere fragilă (casantă) a unei probe de fontă supuse încercării la întindere

### Metale
Unele metale sunt casante datorită sistemelor lor de alunecare. Cu cât un metal are mai multe plane de alunecare, cu atât este mai puțin fragil, deoarece deformarea plastică poate să apară de-a lungul multor dintre aceste plane alunecare. În schimb, cu mai puține plane de alunecare, poate apărea mai puțină deformare plastică, iar metalul va fi mai casant.

### Polimeri
Caracteristicile mecanice ale polimerilor pot fi sensibile la schimbările temperaturii ambiante. De exemplu plexiglasul⁠(d) este extrem de casant la temperatura de 4 °C, dar devine mai ductil la creșterea temperaturii. 
Polimerii amorfi sunt polimeri care se pot comporta diferit la temperaturi diferite. Ei se pot comporta ca sticla la temperaturi scăzute, ca un cauciuc solid la temperaturi intermediare și ca lichid viscos la temperaturi mai ridicate. Acest comportament este cunoscut drept comportament viscoelastic⁠(d). În zona sticloasă polimerul amorf va fi rigid și casant. Odată cu creșterea temperaturii polimerul va deveni mai puțin casant.

## Măsuri care reduc ruperea casantă a materialelor
Materialele pot fi tratate pentru a deveni mai casante sau mai puțin casante.

### Întărire

Comparație între curbele tensiune–alungire pentru materiale casante (roșu) și ductile (albastru)

Când un material a atins limita sa de curgere⁠(d), de obicei fie se poate deforma, fie se rupe. Un metal ductil în mod natural poate fi făcut mai rezistent prin împiedicarea mecanismelor de deformare plastică (reducerea dimensiunii granulelor, călire, ecruisare etc.), dar dacă aceasta este prea mare rezultatul cel mai probabil este ruperea. Prin urmare, îmbunătățirea tenacității materialului este un act de echilibrare.
Materialele fragile în mod natural, cum ar fi sticla, nu sunt greu de întărit eficient. Cele mai multe astfel de tehnici se bazează pe unul dintre cele două mecanisme: să devieze sau să absoarbă vârful unei fisuri care se propagă, sau să creeze tensiuni reziduale astfel încât fisurile din anumite surse previzibile vor fi închise forțat. Primul principiu este utilizat la sticla laminată, unde două foi de sticlă sunt separate printr-un strat intermediar de polivinil butiral (PVB). Polivinil butiralul, ca polimer viscoelastic, absoarbe fisura în creștere. A doua metodă este utilizată la sticla călită și betonul precomprimat. O demonstrație a întăririi sticlei este oferită de lacrimile de Batavia.
O metodă diferită este folosită la materialele compozite, unde de exemplu fibrele de sticlă fragile sunt încorporate într-o matrice ductilă, cum ar fi rășina poliesterică⁠(d). Când sunt tensionate, se formează fisuri la interfața sticlă-matrice, dar se formează atât de multe încât este absorbită multă energie și materialul este astfel întărit. Același principiu este folosit în crearea materialelor compozite cu matrice metalică⁠(d).